# Sony Ericsson P1i
Sony Ericsson P1i为Sony Ericsson于2007年8月22日所推出的智能手机，內置320万像素自动对焦相机。

## 特色
本機種為P系列的第2支支援WCDMA的手機，而相機部分則升級，由從前的200萬（P990i）升級至320萬。而這次取消了前四代所擁有的掀蓋式數字鍵。官方聲稱體積比前作縮小了25%。同時也內建了自W850i內建的A2DP藍牙立體聲技術。

## 相關功能列表
- 支援 3G WCDMA / GSM 三頻
- Symbian 9.1 OS / UIQ 3.0 介面
- 內建 混合式QWERTY 鍵盤（官方稱為Q-Key）及手寫輸入
- 內建 文件編輯及閱讀器
- 支援 VoIP 網路電話
- 內建 Wi-Fi 802.11b 無線網路
- 支援名片掃瞄
- 支援視訊會議
- 支援飛行模式
- 內建多種 Push Mail 支援，包括 AcitveSync Mail 及 BlackBerry Connect  不可共存
- 支援 POP3, IMAP4 電子郵件
- 內建 Opera Web Browser 8.0
- 相機支援 3 倍數位變焦、相片補光燈
- 支援短片錄影、播放、影片串流
- 支援 MP4 – H.264 格式
- 支援藍牙立體聲 A2DP
- 內建媒體播放器
- 支援音樂格式：MP3 / AAC / AAC+ / e-AAC+
- 支援 PlayNow、TrackID
- 內建 160 MB 內置容量
- 內建 RDS FM 收音機
- 支援 RSS
- 支援相片 Blog
- 內建 3D 遊戲
- 內建藍牙 2.0、紅外線、USB 2.0
- 內建 Jog dial
- 附贈 1GB M2 記憶卡